# Jan Fleischmann
Jan Fleischmann, född 6 juli 1885 i Prag, död 23 september 1939 i Prag, var en ishockeyspelare som representerade Böhmen och Tjeckoslovakien. Han var med i det tjeckoslovakiska ishockeylandslaget som kom på femte plats i de Olympiska vinterspelen 1924 i Chamonix. 1911 och 1914 vann han Europamästerskapet i ishockey för Böhmen. Han spelade för HC Slavia Praha.